# Московски физико-технически институт
Московският физико-технически институт (държавен университет) [на руски: Московский физико-технический институт (государственный университет)], съкратено МФТИ и Физте́х, е сред водещите висши училища в Москва и 39-те научноизследователски университета в Русия с предимно техническа насоченост.
Ректор е професор доктор на физико-математическите науки Николай Кудрявцев, член-кореспондент на РАН.

## Система на Физтеха
Отличителна черта на учебния процес в МФТИ е т.нар. „система на Физтеха“, насочена към подготовка на учени и инженери за работа в най-новите области на приложната и теоретичната физика и приложната математика от направление „Приложна математика и физика“. Понастоящем се подготвят също и специалисти по направленията „Системен анализ и управление“, „Информатика и изчислителна техника“, „Компютърна сигурност“. През 2009 г. е открито новото направление „Приложна математика и информатика“.
Пьотър Капица – нобелов лауреат и академик на РАН, в писмо до съветския премиер Йосиф Сталин с предложение за създаване на новия ВУЗ изрежда неговите принципи, станали основа на бъдещата „система на Физтеха“:
- щателен подбор на надарени и склонни към творческа работа младежи;
- участие в обучението на водещи научни работници и тесен контакт с тях в тяхната творческа обстановка;
- индивидуален подход към отделните студенти с цел развитие на творческите им наклонности;
- възпитание от самото начало в атмосфера на технически изследвания и конструктивно творчество с използване за това на най-добрите лаборатории на страната.

## Създаване
С постановление на правителството от 10 март 1946 г. се учредява Висша физико-техническа школа, която да започне учебни занятия от 1 септември същата година С ново правителствено постановление обаче от 25 ноември същата година се отменя решението за създаване на независимо висше училище, а се открива Физико-технически факултет в рамките на Московския държавен университет „Ломоносов“. Заради клеветническа кампания (поради неговата силна привлекателност) факултетът е закрит само след 5 години – през лятото на 1951 г. Още на 17 септември същата година обаче с поредно постановление се създава новият Московски физико-технически институт.

## Структура
В състава на университета има 11 факултета, както и 2 бази в Московска област: в градовете Долгопрудний (Долгопрудный) и Жуковски (Жуковский). Разполага с общежития.
Във ВШИ се обучават 4477 студенти и 600 аспиранти.

## Преподаватели
Сред преподавателите на МФТИ са:
- 8 нобелови лауреати – Алексей Абрикосов, Виталий Гинзбург, Пьотър Капица, Лев Ландау, Александър Прохоров, Андрей Сахаров, Николай Семьонов, Игор Там
- 78 академици и 37 член-кореспонденти на АН на СССР и на РАН

## Випускници
Сред випускниците на МФТИ са:
- 2 нобелови лауреати – Андрей Гейм и Константин Новосьолов
- над 100 академици и член-кореспонденти (вкл. 3 вицепрезиденти) на РАН
- над 4000 доктори на науките
- более 8000 кандидати на науките
- 3 космонавти
- 3 министри на Русия